# 2022 West
2022 West eller 1938 CK är en asteroid i huvudbältet, som upptäcktes 7 februari 1938 av den tyske astronomen Karl Wilhelm Reinmuth i Heidelberg. Den har fått sitt namn efter den danske astronomen Richard M. West.
Asteroiden har en diameter på ungefär 12 kilometer.